# Zapasy na Letnich Igrzyskach Olimpijskich 1948 – kategoria do 62 kg w stylu klasycznym
Zmagania mężczyzn do 62 kg to jedna z ośmiu męskich konkurencji w zapasach w stylu klasycznym rozgrywanych podczas Letnich Igrzysk Olimpijskich 1948. Pojedynki w tej kategorii wagowej odbyły się w dniach 3–6 sierpnia.
Punktacja opierała się na systemie „złych punktów karnych”. Przegrany otrzymywał 3 punkty za „łopatki” lub jednomyślną przegraną, a dwa punkty za porażkę 2-1. Zwycięzca otrzymywał jeden punkt za wygraną 2-1, a w pozostałych przypadkach zero. W każdej z rund odpadł zawodnik, który zgromadził łącznie pięć punktów lub więcej.

## Klasyfikacja[1]
| Lp. | Państwo         | Zawodnik                  |
| --- | --------------- | ------------------------- |
| 1   | Turcja          | Mehmet Oktav              |
| 2   | Szwecja         | Olle Anderberg            |
| 3   | Węgry           | Ferenc Tóth               |
| 4   | Austria         | Georg Weidner             |
| 5   | Włochy          | Luigi Campanella          |
| 6   | Egipt           | As-Sajjid Muhammad Kindil |
| .   | Norwegia        | Egil Solsvik              |
| .   | Liban           | Safi Taha                 |
| .   | Finlandia       | Erkki Talosela            |
| 10  | Francja         | Antoine Merle             |
| 11  | Grecja          | Andonios Grilos           |
| .   | Holandia        | Henk Dijk                 |
| 13  | Argentyna       | Omar Blebel               |
| 14  | Wielka Brytania | Jack Mortimer             |
| .   | Luksemburg      | Raymond Strasser          |
| 16  | Szwajcaria      | Adolf Müller              |
| .   | Czechosłowacja  | Jan Stehlík               |

## Wyniki
* „Łopatki” (ang. fall, touche) – pozycja w której zawodnik dotyka łopatkami maty (oznaczająca koniec walki).

### Pierwsza runda[2]
| Zwycięzca        | Punkty karne | Wynik        | Przegrany                 | Punkty karne |
| ---------------- | ------------ | ------------ | ------------------------- | ------------ |
| Erkki Talosela   | 1            | Decyzja, 3:0 | As-Sajjid Muhammad Kindil | 3            |
| Henk Dijk        | 1            | Decyzja, 3:0 | Omar Blebel               | 3            |
| Luigi Campanella | 0            | Łopatki      | Andonios Grilos           | 3            |
| Egil Solsvik     | 1            | Decyzja, 3:0 | Adolf Müller              | 3            |
| Safi Taha        | 0            | Łopatki      | Raymond Strasser          | 3            |
| Ferenc Tóth      | 1            | Decyzja, 2:1 | Jan Stehlík               | 2            |
| Antoine Merle    | 0            | Łopatki      | Jack Mortimer             | 3            |
| Olle Anderberg   | 0            | Łopatki      | Georg Weidner             | 3            |
| Mehmet Oktav     | 0            | Bez walki    |                           |              |

- Jan Stehlík wycofał się. Adolf Müller dyskwalifikacja z powodu przekroczenia wagi.

### Druga runda[3]
| Zwycięzca                 | Punkty karne | Wynik        | Przegrany        | Punkty karne |
| ------------------------- | ------------ | ------------ | ---------------- | ------------ |
| Mehmet Oktav              | 1            | Decyzja, 3:0 | Erkki Talosela   | 4            |
| As-Sajjid Muhammad Kindil | 4            | Decyzja, 3:0 | Henk Dijk        | 4            |
| Andonios Grilos           | 4            | Decyzja, 2:1 | Omar Blebel      | 5            |
| Luigi Campanella          | 1            | Decyzja, 2:1 | Egil Solsvik     | 3            |
| Ferenc Tóth               | 1            | Łopatki      | Jack Mortimer    | 6            |
| Georg Weidner             | 3            | Łopatki      | Raymond Strasser | 6            |
| Safi Taha                 | 1            | Decyzja, 3:0 | Antoine Merle    | 3            |
| Olle Anderberg            | 0            | Bez walki    |                  |              |

### Trzecia runda[4]
| Zwycięzca                 | Punkty karne | Wynik        | Przegrany       | Punkty karne |
| ------------------------- | ------------ | ------------ | --------------- | ------------ |
| Mehmet Oktav              | 1            | Łopatki      | Olle Anderberg  | 3            |
| Erkki Talosela            | 4            | Łopatki      | Henk Dijk       | 7            |
| As-Sajjid Muhammad Kindil | 4            | Łopatki      | Andonios Grilos | 7            |
| Luigi Campanella          | 2            | Decyzja, 2:1 | Ferenc Tóth     | 3            |
| Egil Solsvik              | 4            | Decyzja, 3:0 | Antoine Merle   | 6            |
| Georg Weidner             | 3            | Łopatki      | Safi Taha       | 4            |

### Czwarta runda[5]
| Zwycięzca        | Punkty karne | Wynik        | Przegrany                 | Punkty karne |
| ---------------- | ------------ | ------------ | ------------------------- | ------------ |
| Olle Anderberg   | 3            | Łopatki      | Erkki Talosela            | 6            |
| Mehmet Oktav     | 2            | Decyzja, 3:0 | As-Sajjid Muhammad Kindil | 7            |
| Luigi Campanella | 3            | Decyzja, 3:0 | Safi Taha                 | 7            |
| Ferenc Tóth      | 3            | Łopatki      | Egil Solsvik              | 7            |
| Georg Weidner    | 3            | Bez walki    |                           |              |

### Piąta runda[6]
| Zwycięzca      | Punkty karne | Wynik        | Przegrany        | Punkty karne |
| -------------- | ------------ | ------------ | ---------------- | ------------ |
| Mehmet Oktav   | 3            | Decyzja, 2:1 | Georg Weidner    | 5            |
| Olle Anderberg | 3            | Łopatki      | Luigi Campanella | 6            |
| Ferenc Tóth    | 3            | Bez walki    |                  |              |

### Szósta runda[7]
| Zwycięzca      | Punkty karne | Wynik     | Przegrany   | Punkty karne |
| -------------- | ------------ | --------- | ----------- | ------------ |
| Olle Anderberg | 3            | Łopatki   | Ferenc Tóth | 6            |
| Mehmet Oktav   | 3            | Bez walki |             |              |